# Jan Rigby
Jan Rigby (ur. ok. 1570 w Harrock Hall, zm. 21 czerwca 1600) – święty Kościoła katolickiego, angielski męczennik, świecka ofiara prześladowań antykatolickich okresu reformacji.
Pochodził z wielodzietnej, katolickiej rodziny Mikołaja i Marii z d. Breres z hrabstwa Lancashire. Ze względu na swoje poglądy brał udział w życiu religijnym świątyni protestanckiej. Pod wpływem Jana Jonesa odszedł od tej praktyki i nawrócił się na katolicyzm. Pracując u Sir Edmunda Hudhstona przypadkowo znalazł się przed trybunałem i na pytanie o wyznanie oświadczył, że jest katolikiem. Przyznanie do katolicyzmu spowodowało aresztowanie i osadzenie w więzieniu Newgate. Postawa Jana Rigby ściągnęła na niego karę śmierci. Został utopiony, a później jego ciało poćwiartowano.
Zapamiętany został z pogodnego zachowania do śmierci.
Jan Rigby jest patronem szkoły w Bedford i koledżu pod Wigan. Patronuje kawalerom i ofiarom tortur.
Wspominany jest w dzienną rocznicę śmierci.
Beatyfikowany 25 grudnia 1929 roku przez papieża Piusa XI, a kanonizowany został w grupie Czterdziestu męczenników Anglii i Walii przez Pawła VI 25 października 1970 roku.